# Frithjof Tønnesen
Frithjof Christian Bernhoft Tønnesen (Halden, 13 giugno 1894 – 1º settembre 1959) è stato un calciatore norvegese, di ruolo difensore.

## Carriera

### Club
Tønnesen giocò nel Ready e nel Brann.

### Nazionale
Conta 2 presenze per la Norvegia. Esordì l'8 giugno 1913, nella sconfitta per 9-0 contro la Svezia.